# Lingue maleo-polinesiache centrali
Le lingue maleo-polinesiache centrali  sono un insieme di lingue appartenenti alla famiglia linguistica delle lingue austronesiane, che costituiscono uno dei sottogruppi presunti del ramo maleo-polinesiaco.

## Classificazioni
La pertinenza di un gruppo maleo-polinesiaco centrale non è accettata da tutti gli studiosi. La sua esistenza è stata ipotizzata da Robert Blust nel 1993. Per lui le lingue maleo-polinesiache, si dividono in parecci sottogruppi il più importante dei quali è il gruppo delle lingue maleo-polinesiache centro-orientali che, a sua volta può essere ripartito in due sottogruppi (più due lingue isolate). Il minore dei due sottogruppi è appunto quello.
A seconda delle scuole di pensiero, l'albero genealogico del gruppo varia:
per alcuni è:
- Austronesiano
  - Lingue maleo-polinesiache
    - Lingue maleo-polinesiache centro-orientali
      - Lingue maleo-polinesiache centrali

Per altri:
- Austronesiano
  - Paiwanic
    - Lingue maleo-polinesiache
    - Lingue maleo-polinesiache nucleari
      - Lingue maleo-polinesiache centro-orientali
        - Lingue maleo-polinesiache centrali

### Classificazioni interne

#### Classificazione secondo Moss
Malcolm Ross nel 1995 ha identificato sette sottogruppi all'interno del maleo-polinesiaco centrale, senza proporre classificazioni genetiche interne:
- Lingue aru
- Lingue bima-sumba
- Lingue kowiai
- Lingue molucchesi sudorientali
- Lingue molucchesi centrali
- Lingue bomberai settentrionali
- Lingue timor

#### Classificazione secondo Ethnologue.com
Ethnologue.com suddivide il gruppo, che secondo loro raccoglie 169 lingue, in dieci sottogruppi, a loro volta ancora frazionabili, secondo il seguente schema:
(tra parentesi il numero di lingue di ogni gruppo)
- Lingue aru (14)
- Lingua babar (11)
  - Lingue babar settentrionali (3)
  - Lingue babar meridionali (8)
- Lingue bima-sumba (27)
- Lingue damar occidentali (1)
- Lingue maluku du Sud-Est (5)
  - Lingue Kei-Tanimbar (3)
  - Lingue maluku meridionali (2)
- Lingue maluku centrali (55)
  - Lingue Ambelau (1)
  - Lingue Buru (4)
  - Lingue maluku centro-orientali (46)
  - Lingue Sula (4)
- Lingue bomberai settentrionali (4)
- Lingue bomberai meridionali (1)
- Lingue Teor-Kur (2)
- Lingue timor (49)
  - Lingue Extra-Ramelaic (30)
  - Lingue Flores-Lembata (13)
  - Lingue Ramelaic (6)
    - Lingue Ramelaic Centrali (1)
    - Lingue Ramelaic orientali (3)
    - Lingue Ramelaic occidentali (2)